# Автоматические удовлетворители
«Автоматические удовлетворители» (сокращённо АУ) — советская и российская панк-рок-группа из Ленинграда, одна из первых панк-групп в СССР. Лидером АУ был Андрей Панов, также известный как «Свинья» или «Свин». Состав группы постоянно менялся.

## История
Группа образована летом 1979 года Андреем Пановым. Название группы — «Автоматические удовлетворители» — появилось не сразу[как?].
Одно из первых ленинградских выступлений группы состоялось 22 марта 1981 года в ленинградском кафе «Бриг» на празднике по поводу дня рождения Андрея Тропилло. До этого «АУ» даёт серию «квартирников» в Москве, куда приезжает по приглашению Артемия Троицкого, а осенью едет в Прибалтику, после чего временно прекращает свою активность.
Летом 1982 года группа собирается вновь и снова играет в Москве квартирные концерты, а 1 мая 1983 года — в центре Люберец. Долгое время группа оставалась в полном андерграунде, пока в 1987 году «АУ» не вступили в Ленинградский рок-клуб и впервые приняли участие в официальном рок-фестивале. Вторую половину 1988 года Свин также участвовал в проекте «600» своего бывшего басиста Михаила Виноградова.
В 1992 году группа скандально появляется в телевизионном эфире в рамках «Программы А».
В середине 90-х начался новый период активности «АУ». В конце 1995 группа практически разделилась на два проекта Свина, один из которых продолжал быть панк-роковым, а другой взял название «Аркестр АУ». В «Аркестр АУ» вошли профессионально звучавшие музыканты, а по музыке это был энергичный танцевальный фанк; этот проект также был известен под названием «Оркестр А. В. Панова».
Андрей Панов (Свин) умер от перитонита в 1998 году и группа прекратила своё существование. Последний год он также записывался и выступал с группой «Rock’N’Roll City». Альбом вышел под шапкой «фАУ» практически в день смерти артиста.
В 2009 году существовал проект Михаила Дубова «АУ — REMIX 2009», в состав которого вошли Анатолий Александров — вокал («ДУШ-Ы», «Jet Fighters»), Борис Вильчик — гитара («АУ», «Фронт», «ЭДС», «600»), Игорь Черидник — барабаны («АукцЫон», «Странные игры», «Поп-механика», «Колибри»), Миша Дубов — бас гитара. Успели дать три концерта в Санкт-Петербурге и выпустить два клипа на песни «День рождения всех» и «Мясо от Бокасса».

## Дискография

### Студийные альбомы

#### «Автоматические удовлетворители»
- Дураки и гастроли[1] (На Москву!!!) (1980)
- Надристать![2] (1983)
- Рейган — провокатор[3] (1987)
- Шестисотый[4] (1990)
- Тел-1979-1994. Претензии не принимаются[5] (1995)
- Пейте с нами![6] (1995)

#### «600»
- Песенники и пёсенники[7] (1988)

#### «Аркестр АУ»
- С особым цинизмом[8] (1995)

#### «фАУ»
- Праздник непослушания, или последний день Помпея[9] (1998)

##### Альбом «Дураки и гастроли (На Москву!!!)» (1980)
Первая запись группы, сделанная дома на два магнитофона для Артемия Троицкого, считается утерянной.
Записан в период осени-зимы 1980 года. В состав группы на тот момент входили Свин, Кук и Постер, Майк, Цой, Рыба, Олег и другие. В треклист альбома входит песня «Вася», авторами которой являются Виктор Цой и другие участники группы.

##### Альбом «Надристать!» (1983)
Альбом «Надристать!» был выпущен в 1985 году. Этот альбом представляет собой сборник.
Записан Алексеем Вишней в своей домашней студии в 1983 году. В 1985 году Вишня добавил записи Л. Колот и свои импровизации и выпустил альбом под шапкой «Терри, Cherry, Свин». В 2018 часть, записанная с Пановым, вышла на CD вместе с альбомом «Рейган — провокатор».
Список песен
| Номер | Название песни |
| ----- | -------------- |
| 1     | Утренники      |
| 2     | Икра           |
| 3     | Мухи           |
| 4     | Дурак          |
| 5     | 1, 2, 3, 4, 5  |
| 6     | Зелёный змий   |
| 7     | Надристать     |

##### Альбом «Рейган — провокатор» (1987)
Альбом «Рейган — провокатор» был выпущен 13 августа 2018 года на лейбле «Отделение ВЫХОД». Альбом представляет собой сборник песен, записанных в разное время и в разных местах.
Треки с 1 по 9 были записаны Андреем Тропилло в передвижной студии MCI во время фестиваля «Рок-нива» (Шушары, Ленинградская область) 19 мая 1987 года. Треки с 10 по 17 были записаны в домашней студии Алексея Вишни (Ленинград) в июне 1983 года. Треки с 18 по 20 были записаны в домашней студии ОХТА Records (группа «Дети»), 1988 года.
Список песен
| №  | Название песни                  | Длительность |
| -- | ------------------------------- | ------------ |
| 1  | Ночная Игра (Парень Вредный)    | 2:32         |
| 2  | Нежених (Девоньки)              | 2:28         |
| 3  | Песня На Ка (Канарейка) (Вальс) | 3:13         |
| 4  | Тунеядец                        | 3:41         |
| 5  | Ветераны                        | 2:32         |
| 6  | Рейган-Провокатор               | 2:28         |
| 7  | Мальчик                         | 2:17         |
| 8  | Кот                             | 1:45         |
| 9  | СКК (Я Позвоню Тебе)            | 3:41         |
| 10 | Утренничек                      | 4:35         |
| 11 | Икра                            | 2:33         |
| 12 | Мухи                            | 1:57         |
| 13 | Я Хочу Быть Клопом              | 2:37         |
| 14 | Надристать!                     | 2:45         |
| 15 | Дурак                           | 4:42         |
| 16 | Змей                            | 3:23         |
| 17 | Шуточки                         | 3:48         |
| 18 | Брага                           | 3:32         |
| 19 | Буржуи                          | 3:23         |
| 20 | Манифест                        | 2:20         |

##### Альбом «Пейте с нами» (1992)
«Пейте с нами!» — сплит-альбом, выпущенный совместно с Олесей Троянской. На сегодня единственный альбом исполнителей, выпущенный официально на физическом носителе на лейбле Отделение «Выход». Альбом записан 19 апреля 1992 года в Москве в Театре мимики и жеста на фестивале «Индюки златоглавые».
Список композиций
Слова и музыка всех песен — группа АУ и Олеся Троянская, кроме отмеченных.
| №   | Название                                                             | Исполнитель                    | Длительность |
| --- | -------------------------------------------------------------------- | ------------------------------ | ------------ |
| 1.  | «Всё равно»                                                          | Автоматические Удовлетворители | 5:03         |
| 2.  | «Асса»                                                               | Автоматические Удовлетворители | 4:13         |
| 3.  | «День рождения»                                                      | Автоматические Удовлетворители | 3:43         |
| 4.  | «Огуречный лосьон» (текст и музыка: Анатолий «ТОлисман» Александров) | Автоматические Удовлетворители | 3:45         |
| 5.  | «Я никому не нужен» (текст: Максим «Алкон» Пашков)                   | Автоматические Удовлетворители | 3:20         |
| 6.  | «Дельта-план» (текст и музыка: Анатолий «ТОлисман» Александров)      | Автоматические Удовлетворители | 4:15         |
| 7.  | «Соловей»                                                            | Автоматические Удовлетворители | 3:31         |
| 8.  | «Мясо»                                                               | Автоматические Удовлетворители | 3:39         |
| 9.  | «Возможности»                                                        | Автоматические Удовлетворители | 2:48         |
| 10. | «В тюремной камере» (текст: Юра «Диверсант»)                         | Олеся Троянская                | 4:25         |
| 11. | «Магазин “Березка”» (текст: Эдуард Лимонов)                          | Олеся Троянская                | 4:43         |
| 12. | «Осень»                                                              | Олеся Троянская                | 5:22         |
| 13. | «Mercedes-Benz» (текст: Дженис Джоплин)                              | Олеся Троянская                | 4:22         |
| 14. | «Вудсток»                                                            | Олеся Троянская                | 5:16         |
| 15. | «Джем»                                                               | Олеся Троянская                | 3:03         |

Участники записи:
Автоматические удовлетворители
- Андрей «Свин» Панов — вокал
- Андрей «Юрский» Чернов — гитара, бас, барабаны
- Сергей Блинов — клавиши

Олеся Троянская
- Олеся Троянская — вокал
- Матвей («Не ваше дело») — гитара
- Аркадий («Не ваше дело») — барабаны
- Сергей Милешин («Вход через выход») — бас

##### Альбом «Любимые песни мамы» (2023)
Панов прожил всю жизнь с мамой. Альбом «Любимые песни мамы» вышел в марте 2023 года в честь 85-летного юбилея мамы Андрея Панова Лии Петровны Пановой и представляет собой компиляцию из песен, отобранных лично ей. Лейбл: Чудесаунд. Автор обложки: Даниил Вяткин.
Сборник включает в себя песни из разных проектов Панова, включая не самый известный проект «600 Песенники и пёсенники». В нём есть как классические номера, так и песни, которые после смерти Панова стали восприниматься как автоэпитафии («Крюк» и «Верба», которые сегодня напоминают о талантливом музыканте и его сложном жизненном пути).
Список песен:
| №  | Название песни  | Длительность |
| -- | --------------- | ------------ |
| 1  | Ерунда          | 2:38         |
| 2  | Буржуи          | 3:14         |
| 3  | Юнкера          | 4:37         |
| 4  | Крюк            | 4:37         |
| 5  | Мама-мать       | 4:00         |
| 6  | Субботничек     | 3:53         |
| 7  | Воскресный день | 4:15         |
| 8  | АССА            | 4:13         |
| 9  | Выруби сук      | 5:50         |
| 10 | Верба           | 5:59         |

### Концертные записи

#### Автоматические удовлетворители[18]
| №  | Год  | Название                                       |
| -- | ---- | ---------------------------------------------- |
| 1  | 1983 | Концерт в Люберцах                             |
| 2  | 1983 | Концерт в Зеленограде (версия Агеева)          |
| 3  | 1983 | Концерт в Зеленограде (версия Фирсова)         |
| 4  | 1987 | 5 рок-фестиваль ЛРК, первая неполная версия    |
| 5  | 1987 | 5 рок-фестиваль ЛРК, полная версия             |
| 6  | 1988 | 6 рок-фестиваль ЛРК                            |
| 7  | 1989 | Клубе НЧ/ВЧ                                    |
| 8  | 1989 | Концерт в ДК Аэрации, 28.10.89                 |
| 9  | 1992 | Концерт в Программе «А» (вариант оцифровки #1) |
| 10 | 1992 | Концерт в Программе «А» (вариант оцифровки #2) |
| 11 | 1992 | Концерт в Витебске                             |
| 12 | 1992 | Концерт в Indie                                |
| 13 | 1993 | Концерт в городе Буй                           |
| 14 | 1993 | Концерт в Киеве                                |
| 15 | 1993 | Концерт в клубе «Там-Там», Питер               |
| 16 | 1994 | Концерт в клубе «Гора» 10.11.94                |
| 17 | 1995 | Концерт в «Там-Таме» 01.04.95                  |
| 18 | 1995 | Концерт в Волжском 28.09.95                    |
| 19 | 1997 | День рождения Майка Науменко, 19.04.97         |
| 20 | 1997 | День рождения Майка, 19.04.97 запись с пульта  |
| 21 | 1998 | Концерт в клубе «Джерри Рубин» 3.5.98          |
| 22 | 1998 | In Memoriam Svin (92 live + 98 interview)      |

#### «600» и «Аркестр АУ»
| № | Год  | Группа     | Название                                 |
| - | ---- | ---------- | ---------------------------------------- |
| 1 | 1988 | 600        | 6 рок-фестиваль ЛРК                      |
| 2 | 1988 | 600        | Выступление на фестивале Сырок           |
| 3 | 1995 | Аркестр АУ | Концерт в клубе «Там-Там», СПБ, 01.09.95 |
| 4 | 1996 | Аркестр АУ | Репетиция у Свина дома 12.04.96          |
| 5 | 1996 | Аркестр АУ | Фестиваль «Наполним небо добротой»       |

## Состав

### Вокал
- Андрей Свинья Панов (1979—1998)
- Игорь Пиночет Покровский (1981—1983)

### Гитара
- Андрей Старшип Летягин (1979)
- Сергей Кук Погорелов (1980—1981)
- Алексей Рыба Рыбин (1981, 1983)
- Сергей Сева Летягин (1982, 1985)
- Дмитрий Ослик Парфенов (1982—1983, 1986—1990, 1992)
- Олег Котельников (1984)
- Александр Коньячник Муравьёв (1985—1986)
- Игорь Котик Сидоров (1988—1994)
- Борис Скромный Вильчик (1991)
- Андрей Юрский Чернов (1992—1998)

### Бас
- Виктор Цой (1980—1981)
- Алекс Оголтелый Строгачев (1982)
- Михаил Пильник (1982)
- Игорь Нехороший Шёлк (1983)
- Евгений Ая-яй Федоров (1984)
- Костантин Поднатруженный Глазунов (1984)
- Евгений Титя Титов (1985—1988)
- Станислав Тишаков (1987—1988)
- Ирина Мява Гокина (1989—1993)
- Михаил Дубов Виноградов (1988, 1992, 1994)
- Андрей Барчуков (1992—1993)
- Константин Горловой (1995—1997)
- Михаил Моня Распутин (1997—1998)

### Барабаны
- Игорь Панкер/Монозуб Гудков (1979)
- Эдуард Постер Горохов (1980—1981)
- Олег Острый Валинский (1981)
- Борис Скромный Вильчик (1982)
- Дмитрий Зверский Ряполов (1982—1986)
- Георгий Густав Гурьянов (1983)
- Валерий Морозов (1986—1988)
- Андрей Дрон Орлов (1989—1991)
- Игорь Ворона Воронин (1989—1990)
- Елена Кривенко-Вильчик (1990—1991)
- Михаил Сульин (1992—1993)
- Андрей Вепров (1993—1995, 1997)
- Максим Перекрестный (1993)
- Лев Сэйбл Соболев (1994—1995)
- Александр Блекмор Троицкий (1995—1996)
- Владимир Человек-сова Борисов (1996—1998)
- Игорь Черидник